# Дзулухи
Дзулухи (груз. ძულუხი) — село в Грузии, на территории Ванского муниципалитета края (мхаре) Имеретия.

## География
Село находится в западной части Грузии, на левом берегу реки Дзулухуры, на расстоянии приблизительно 7 километров (по прямой) к юго-востоку от города Вани, административного центра муниципалитета. Абсолютная высота — 474 метра над уровнем моря.

## Население
По результатам официальной переписи населения 2014 года, в Дзулухи проживало 418 человека (216 мужчин и 202 женщины). В национальной структуре населения грузины составляли 99,5 %, русские — 0,5 %.
| Год  | Население, человек |
| ---- | ------------------ |
| 2002 | 738                |
| 2014 | ↘ 418              |